# Storholmen (Sula)

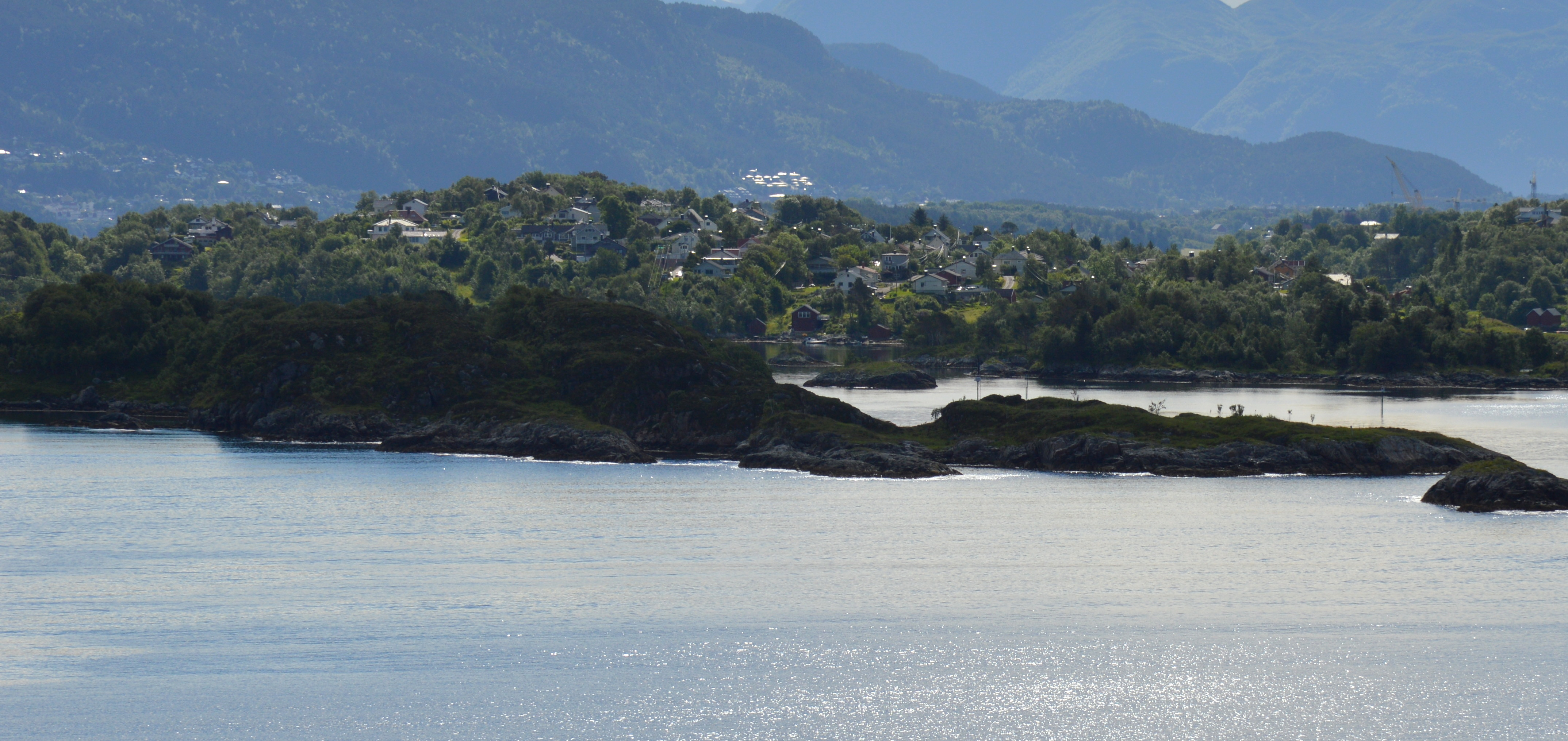
Storholmen, Blick von Nordwesten

Storholmen ist eine unbewohnte Schäreninsel im Heissafjord in Norwegen und gehört zur Gemeinde Sula der norwegischen Provinz Møre og Romsdal.
Sie liegt nahe dem südlichen Ufer des Fjords, nördlich des Orts Langevåg. Nördlich der Insel führt die Schifffahrtsroute zum ebenfalls nahe gelegenen Hafen von Ålesund vorbei. Storholmen ist von weiteren Schären umgeben, wobei sie die größte Schäre der Inselgruppe ist. Unmittelbar nördlich liegen Brattholmen, Rognholmen und einige weitere Schären, östlich Lisjegåsa und Gåsholmen, südöstlich Flatholmen, Svinholmen und Lisjehatten, südwestlich Nålaugholmen, Notholmen und Lyktholmen.
Die felsige Insel verläuft langgestreckt von Südwesten nach Nordosten über etwa 750 Meter bei einer maximalen Breite von bis zu etwa 180 Metern. In ihrer östlichen Hälfte erhebt sie sich als Felsen über die Umgebung. Der höchste Punkt erreicht eine Höhe von 23 Metern. Sie ist zum Teil mit Büschen und kleineren Bäumen bewachsen. Im Osten bestehen auf ihrer Südseite zwei Stege. Auf dem östlichen Teil der Insel wurde auch eine einfache Toilettenanlage errichtet, die im Mai 2017 durch Vandalismus zerstört wurde. Die Insel ist ein beliebter Treffpunkt jüngerer Menschen.